# Liudmila Zabolotnaïa
Liudmila Fiedorovna Zabolotnaïa (en russe : Людмила Федоровна Заболотная), née le 8 juillet 1960 en RSS kazakhe, est une biathlète soviétique.

## Biographie
En 1984, elle participe aux premiers Championnats du monde de biathlon féminins. Elle remporte le titre sur le relais avec Venera Chernychova et Kaija Parve. Sur l'individuel, elle prend la médaille d'argent derrière Chernychova et devant une autre soviétique Brylina.
Elle compte cinq titres nationaux à son actif.
Depuis, elle est devenue professeur d'éducation physique.

## Palmarès

### Championnats du monde
- Championnats du monde 1984 à Chamonix :
  -  Médaille d'or en relais.
  -  Médaille d'argent à l'individuel.